# Shit My Dad Says
Shit My Dad Says (letterlijk "Onzin die mijn vader zegt") is een Twitterfeed van Justin Halpern, die toentertijd een comedyschrijver was. Op de Twitter plaatst Halpern uitspraken van zijn vader Sam. Halpern startte de account op 3 augustus 2009, vlak nadat hij weer bij zijn ouders ging wonen. Binnen een maand werd de pagina genoemd in The Daily Show, actrice Kristen Bell en een blog uit San Francisco "Laughing Squid". De pagina heeft op dit moment ruim 3 miljoen volgers.

## Gerelateerde werken

### Boek
In oktober 2009 tekende Halpern een contract om een boek uit te geven met de uitspraken van de Twitter. Hij schreef het boek, met de titel Sh*t My Dad Says, samen met schrijver Patrick Schumacker en het werd uitgegeven op 4 mei 2010. Het behaalde in de eerste week de 8e plaats op bestsellerlijst van The New York Times. Vijf weken later stond het boek op één.

### Televisieserie
In november 2009 kondigde CBS een sitcom aan die gebaseerd was op de Twitterfeed met William Shatner in de hoofdrol. In 2010 werd het eerste en enige seizoen van de serie uitgezonden, die vanwege censuur van grof taalgebruik $#*! My Dad Says genoemd werd. Op 15 mei 2011 werd de serie stopgezet, ook al had deze wel de People's Choice Award voor Beste Nieuwe Comedyserie had gewonnen.